# クルール
クルールは、おーそねとくみぃの男女2人から成る日本のポップユニット。2010年4月14日に結成。

## メンバー
おーそね（11月12日 生まれ）
- 大阪府枚方市出身。
- ボーカル・ギター担当。作詞作曲編曲を行う。
- 使用楽器 ギター Martin HD-28V
- 好きな食べ物 ハンバーグ

くみぃ（9月25日生まれ）
- 兵庫県出身。
- キーボード・コーラス担当。作詞作曲、編曲を行う。
- 使用楽器 キーボード KORG SV1-73
- 好きなこと 消しゴム判子作り、お菓子作り

## 概要
2010年4月14日にクルールを結成。心に寄り添う音楽を目指す男女2名のユニット。ユニット名の「クルール」は、フランス語で「色」の意味。大阪・東京を両拠点に各地で音楽活動を行っている。

## 経歴

### 2010年
- クルール結成
- レコ発ワンマンライブ（2日間3公演）
- ストリートライブ開始
- にしきた音楽祭LALALAミュージシャンコンテスト2010 『にしきた特別賞』受賞
- 神戸女子大学 大学祭 野外ステージ 出演

### 2011年
- MBSラジオ「MBSうたぐみSmile×Songs」1ヶ月間マンスリーゲストとして出演
- レコ発ワンマンライブ（OSAKA MUSE）200名以上を動員
- ひらかたミュージックバトル vol.5 出演 『オーディエンス賞』受賞
- MBSラジオ「MBSうたぐみSmile×Songs」コメント出演
- レコ発ワンマンライブ（神戸VARIT.）150名以上を動員
- COMIN'KOBE'11 出演

### 2012年
- 芝居と音楽で構成されたレコ発ワンマンライブ「シアトリカル」（BIG CAT）300名以上を動員
- ワンマンライブ（club☆jungle）sold-out

### 2013年
- ワンマンライブ（club☆jungle）sold-out

### 2014年
- 映画「サクラロイド」上映会＆ライブ（酔夏男）

## 人物・エピソード
- おーそね は、劇団ウンウンウニウムに所属し、年に何度か舞台公演を行っている(現在は音楽活動に専念)。またボイストレーナー講師としても活動している。
- おーそね は、クルール結成以前2009年に日本テレビ系番組「歌スタ!!」に出演した。追試まで進んだが、落選した。
- お菓子作りを得意としているくみぃだが、一番得意なのはティラミスである。2011年1月にゲスト出演したMBSラジオ「MBSうたぐみSmile×Songs」の中でもその腕前を披露した。また、ライブ会場でも手作りクッキーが配布または販売されたことがある。

## ディスコグラフィー

### CDアルバム
1. ふたりでここからはじめよう（2010年 6月22日発売、culu-lu 0001）
2. 夢見た場所へ（2011年1月10日発売、culu-lu 0002）
3. 君とのストーリー（2011年4月16日発売、culu-lu 0003）
4. ふわふわトレイン／キオク（2011年8月15日発売、culu-lu 0004）
5. クルール・ノート（2012年2月4日発売、culu-lu 0005）
6. ふたりきり（2013年4月14日発売、culu-lu 0006）
7. 裸足のシンデレラ（2013年12月1日発売、culu-lu 0007）